# ReDRagon
Pour l'alliance de Bobby Fish et Kyle O'Reilly à la World Wrestling Entertainment, voir The Undisputed Era.
Palmarès
3 fois ROH World Tag Team Champions 
1 fois NXT Tag Team Championship 
 2 fois IWGP Junior Heavyweight Tag Team Champions 
1 fois PWG World Champion (Kyle O'Reilly)
ReDRagon est une équipe de catcheurs Heel, composée de Bobby Fish et Kyle O'Reilly. Le duo travaille actuellement à la All Elite Wrestling.
Initialement formé à la Elite Canadian Championship Wrestling au Canada, Kyle O'Reilly fait son arrivée à la ROH en 2009 et s'associe avec Adam Cole sans réel succès avec comme mentor Davey Richards, dont les initiales ont servi pour le nom de cette équipe. De son côté, Bobby Fish s'entraîne au Japon et lutte à la Pro Wrestling NOAH avant d'intégrer la ROH en 2007.
Officiellement fondée depuis le 3 novembre 2012, cette équipe a remporté au cours de sa carrière les ceintures par équipe de la ROH à trois reprises, ce qui fait d'elle la seconde équipe la plus titrée au sein de cette fédération derrière les Briscoe Brothers. Les deux catcheurs qui la composent obtiennent leurs premiers titres par équipe en battant les Briscoe Brothers quatre mois après leurs débuts en équipe. Après avoir perdu leurs titres contre les Forever Hooligans, ils les reconquièrent en gagnant leur match face aux American Wolves en août 2013. Les Young Bucks parviennent également à les déposséder de leurs ceintures en mars 2014, mais ne les gardent que pendant deux mois. Le troisième règne par équipe est le plus long des trois avec 322 jours, qui fut terminé par la victoire de The Addiction en avril 2015.
Durant le mois d'octobre 2014, ils partent au Japon pour lutter au sein de la New Japan Pro Wrestling et remportent les titres poids-lourds junior par équipe de la IWGP. Ils perdent leurs ceintures quelques mois plus tard au profit des Young Bucks. Après quelques tentatives, ils reprennent leurs ceintures des mains des Young Bucks en août 2015. Le duo a également été sous contrat avec la World Wrestling Entertainment et a travaillé dans la division WWE NXT. Là, ils ont formé avec Adam Cole et Roderick Strong le quatuor The Undisputed Era.

## Carrière

### Ring of Honor (2012-...)

#### Formation (2012-2013)
Lors de Death Before Dishonor X, Kyle O'Reilly et Bobby Fish décident de s'associer pour former les reDRagon, avec les lettres "DR" inscrites en majuscule faisant référence à Davey Richards, l'ancien mentor de Kyle O'Reilly. Le 3 novembre, ils disputent leur premier match en équipe et battent les Bravado Brothers. Le 16 décembre, lors de Final Battle 2012, ils perdent contre The American Wolves (Davey Richards et Eddie Edwards). Le 5 janvier 2013, ils battent successivement Corey Hollis & Mike Posey puis les American Wolves dans un Gauntlet Tag Team match. Le 18 janvier, à The Hunt for Gold, ils battent B.J. Whitmer et Rhett Titus.

#### Multiple champions par équipe (2013-2015)

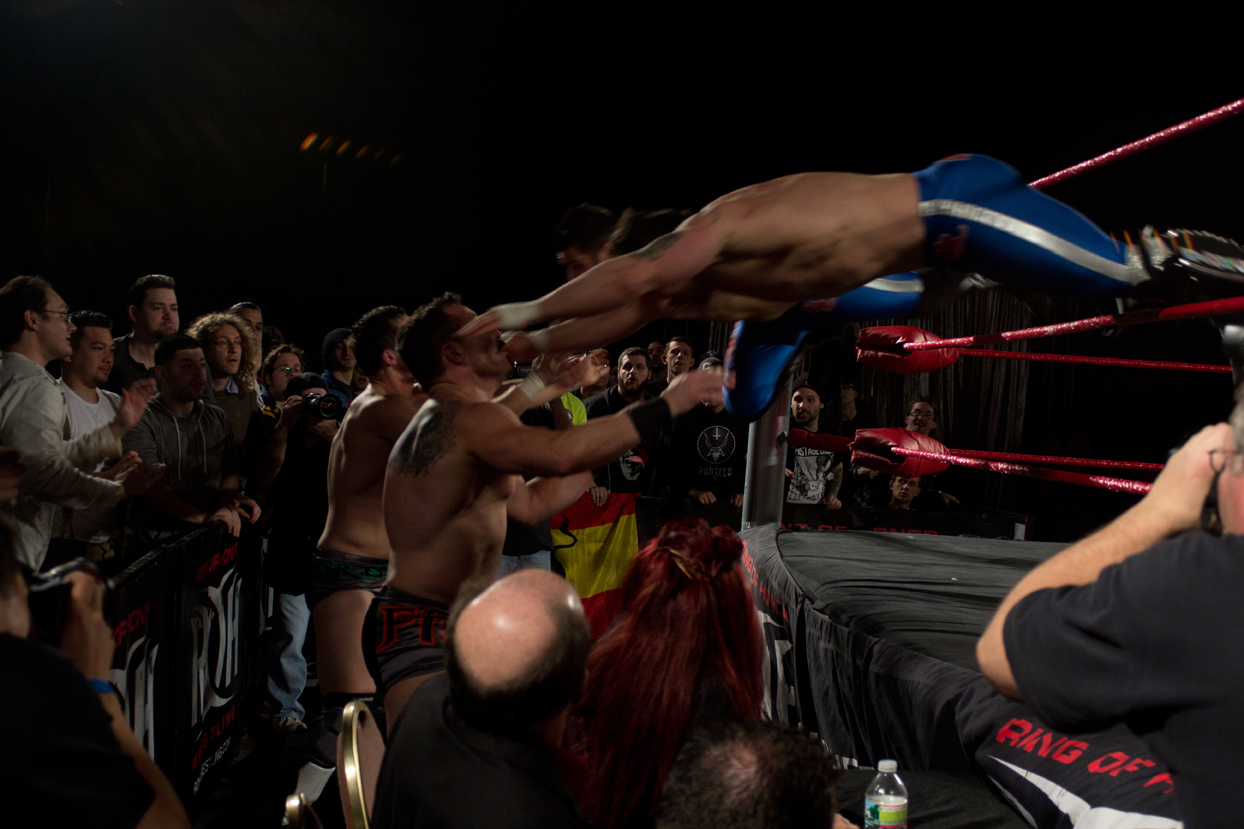
Les reDRagon durant un affrontement avec les American Wolves en 2013.

Le 2 mars 2013, lors de 11th Anniversary Show, ils battent les Briscoe Brothers (Jay Briscoe & Mark Briscoe) et remportent pour la première fois les titres par équipe de la ROH. Ils conservent leurs titres face à The American Wolves (Davey Richards & Eddie Edwards) lors de Supercard of Honor VII puis le 11 mai lors de Dragon's Reign en battant à nouveau les Briscoe Brothers dans le match revanche,. Le 22 juin, lors de Best in the World 2013, ils battent S.C.U.M. (Cliff Compton & Rhett Titus) et C&C Wrestle Factory (Cedric Alexander & Caprice Coleman) dans un Triple Threat Tag Team match et conservent les titres. Le lendemain, ils restent champions par équipe après avoir battu une nouvelle fois C&C Wrestle Factory. Ils perdent leurs ceintures contre les Forever Hooligans (Alex Koslov et Rocky Romero) le 27 juillet.
Le 17 août, lors de Manhattan Mayhem V, ils battent The American Wolves et remportent à nouveau les ROH World Tag Team Championship. Le 20 septembre, lors du pay-per-view Death Before Dishonor XI, ils font équipe avec Michael Bennett et Matt Taven et perdent contre C&C Wrestle Factory et Adrenaline RUSH (ACH & Tadarius Thomas), ces deux équipes entrant en rivalité avec les champions en titre.

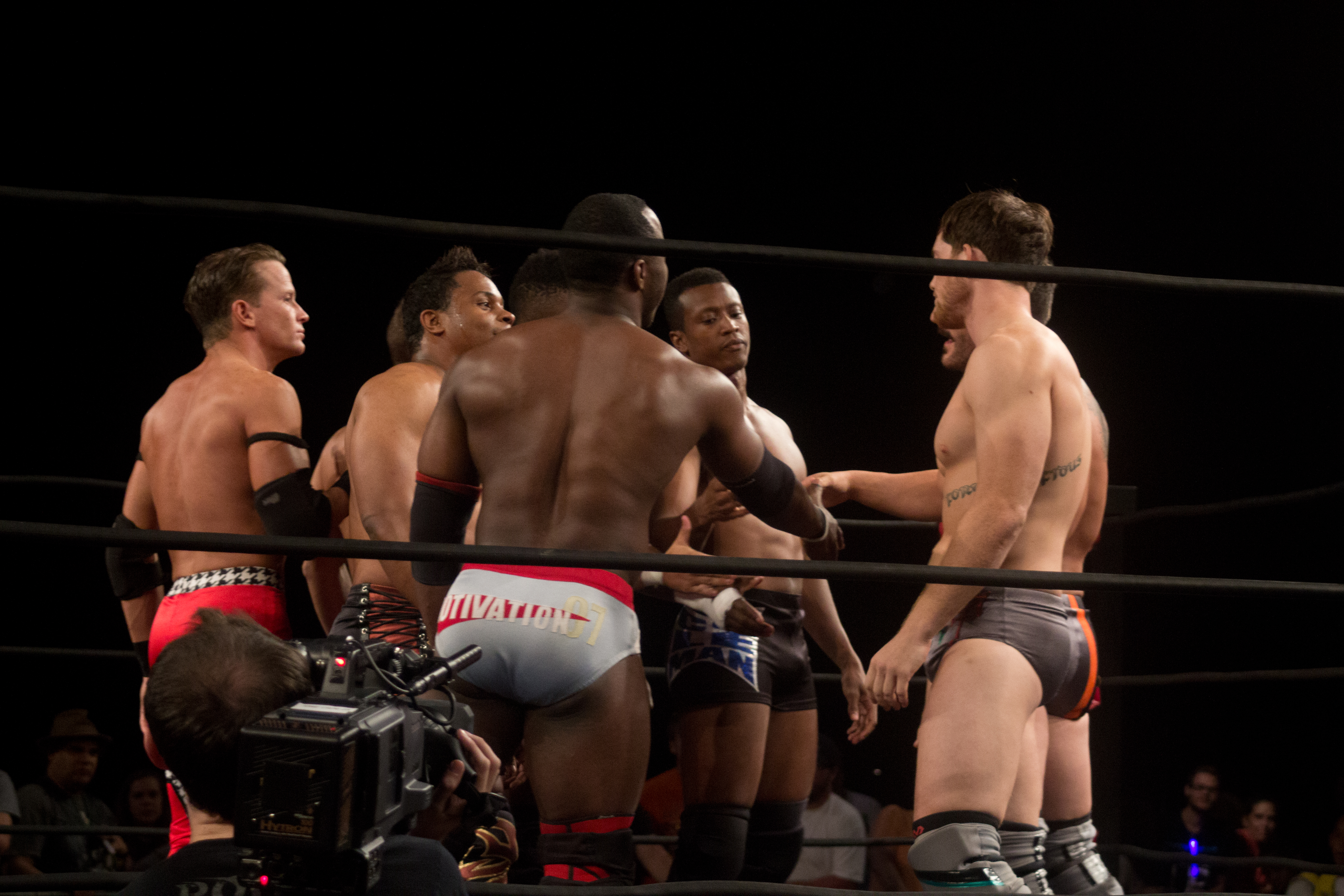
Les reDRagon (à droite) respectant le en en septembre 2013.

Entretemps, le 5 octobre, les reDRagon conservent leurs ceintures en battant Michael Elgin et Jay Lethal. Lors de Glory by Honor XII, le 26 octobre, l'équipe championne composée des reDRagon, du champion de la télévision de la ROH Matt Taven et du champion du monde de la ROH Adam Cole affronte l'équipe All Stars et perdent face à Jay Lethal, Michael Elgin, Caprice Coleman et Cedric Alexander. A Final Battle 2013, les ReDRagon conservent leurs titres contre les Outlaw Inc. (Homicide & Eddie Kingston). Le 8 février, lors de State Of The Art, ils perdent contre Adrenaline RUSH (ACH et Tadarius Thomas) dans un match où les ceintures n'étaient pas en jeu. Lors de 12th Anniversary Show, ils battent Adrenaline RUSH et conservent leurs titres. Le lendemain, ils battent Bob Evans (en) et Cheeseburger et sont défiés du regard par les deux finalistes du Top Prospect Tournament 2014 Raymond Rowe et Hanson après le match[réf. nécessaire]. Le 7 mars, lors de Raising The Bar - Night 1, ils affrontent à nouveau Adrenaline RUSH pour les ceintures par équipe et remportent le match. Le lendemain, lors de Raising The Bar - Night 2, ils perdent leurs titres au profit des Young Bucks (Nick Jackson & Matt Jackson)[réf. nécessaire].
Durant la seconde quinzaine du mois de mars, ils commencent à animer leur propre show vidéo The Fish Tank où ils reçoivent différents catcheurs comme invités,. Le 4 avril, lors de Supercard of Honor VIII, ils battent Hanson & Raymond Rowe et les Forever Hooligans (Alex Koslov & Rocky Romero) dans un Three Way Tag Team match et deviennent challenger no 1 pour les titres par équipes. Le 19 avril, ils battent Cedric Alexander et Andrew Everett. Le 10 mai, lors du 1er pay-per-view co-produit entre la ROH et la NJPW Global Wars 2014, ils perdent contre les Briscoe Brothers dans un Three Way Tag Team match, match qui comprenait également l'équipe The Decade (en) (B.J. Whitmer & Jimmy Jacobs). Une semaine plus tard, lors de War of the Worlds '14, ils prennent leur revanche sur les Young Bucks, avec la présence de leur nouveau manager Tom "Filthy" Lawlor aux abords du ring, et remportent pour la troisième fois les ROH World Tag Team Championship. Le 7 juin, ils retiennent leurs ceintures en rivant les épaules des Briscoe Brothers[réf. nécessaire]. Le 22 juin, à Best in the World 2014, ils conservent leurs titres en battant Christopher Daniels et Frankie Kazarian, qui font leurs débuts en équipe à la ROH. Le 18 juillet, ils battent Tommaso Ciampa et Rocky Romero pour les titres par équipe. Le lendemain, ils conservent leurs ceintures en battant Josh Alexander et Ethan Gabriel Owens avant que Kyle O'Reilly échoue en solo pour le championnat mondial de la ROH en perdant face à Michael Elgin. Fin juillet, ils signent un nouveau contrat avec la ROH, mettant ainsi fin aux rumeurs sur leurs départs vers la TNA. Le 15 août, lors de Field of Honor 2014, ils conservent une nouvelle fois leurs titres face à Daniels et Kazarian. Le 23 août, lors du main-event de la deuxième partie de Death Before Dishonor XII, ils s'associent avec The Young Bucks et battent The Briscoe Brothers et Christopher Daniels et Frankie Kazarian dans un Eight-man Elimination Tag Team match, malgré leur élimination précoce dans ce match. Le 6 septembre, à All Star Extravaganza VI, ils conservent une nouvelle fois leurs ceintures en battant les Young Bucks dans un Two out of Three Falls match. Le 9 octobre, ils conservent leurs ceintures en battant The House of Truth, équipe composée par le champion de la télévision Jay Lethal et son manager Truth Martini. Le 22 novembre, ils battent The Addiction, The Briscoe Brothers et Matt Sydal & ACH, retiennent leurs ceintures et remportent le tournoi Tag Wars 2014. Ils conservent leurs titres en battant les Time Splitters (Alex Shelley & Kushida), équipe provenant de la New Japan Pro Wrestling, le 7 décembre lors de Final Battle 2014. Le 24 janvier 2015, ils battent The Decade (en) (B.J. Whitmer & Adam Page) et conservent leurs titres. Le 1er mars, lors de 13th Anniversary Show, ils battent une nouvelle fois les Young Bucks, après une intervention de leur manageuse Shayna Baszler et restent champions par équipes de la ROH. Le 14 mars, ils perdent contre les Roppongi Vice (Rocky Romero et Beretta). À la suite de cette défaite, ces derniers obtiennent immédiatement une opportunité pour les titres par équipe mais les champions en titres parviennent conserver leurs ceintures. Le 27 mars, lors de Supercard of Honor IX, ils battent The Kingdom (Michael Bennett et Matt Taven).

#### Course aux titres individuels et double rivalité avec Adam Cole et Roderick Strong (2015-...)
Le 4 avril, lors d'un show télévisé de Ring of Honor Wrestling, ils perdent leurs ceintures par équipe contre The Addiction (Christopher Daniels et Frankie Kazarian) après que ces derniers se sont révélés être le mystérieux clan des Knights of the Rising Dawn, en compagnie de Chris Sabin,. Le 12 mai, lors de War of the World '15, ils battent deux lutteurs de la NJPW Jushin Thunder Liger et Hiroshi Tanahashi. Quatre jours plus tard, à Global Wars 2015, Kyle O'Reilly bat The Addiction par disqualification dans un 2 vs 1 Handicap match et ne parvient donc pas à récupérer les championnats par équipe de la ROH,. Ils perdent une nouvelle fois pour les titres par équipe contre The Addiction le 19 juin lors de Best in the World (2015) dans un No Disqualification match, puis le 24 juillet lors de Death Before Dishonor XIII dans un Four Corners Tag Team match, match qui comprenait The Kingdom et War Machine (Hanson et Raymond Rowe). Le lendemain, Kyle O'Reilly s'associe avec Adam Cole pour reformer Future Shock et perdent contre The Addiction pour les titres par équipe.
Le 28 juillet, la fédération annonce que le champion en titre Jay Lethal défendra sa ceinture de la télévision de la ROH contre Bobby Fish ainsi que son titre mondial de la ROH contre Kyle O'Reilly lors de All Star Extravaganza VII. Le 22 août, à Field of Honor 2015, ils perdent contre Jay Lethal et Shinsuke Nakamura. Le 18 septembre, lors de All Star Extravaganza VII, Bobby Fish perd son match contre Jay Lethal pour le titre de la télévision. Plus tard dans la soirée, Kyle O'Reilly ne parvient pas à battre Jay Lethal pour le titre de champion du monde de la ROH, après une trahison de son ancien partenaire Adam Cole. Le lendemain, ils font équipe avec Michael Elgin et battent The Kingdom (Adam Cole, Michael Bennett et Matt Taven) dans un Six-Man Tag Team match. Le 13 novembre, ils affrontent une nouvelle fois The Kingdom mais ne parviennent pas à remporter le match, où les ceintures par équipe étaient en jeu. Kyle O'Reilly affronte Adam Cole le 18 décembre lors de Final Battle 2015 mais il perd son match. De son côté, Bobby Fish perd contre Roderick Strong dans un match où le titre de la télévision était en jeu après une fin de combat contestable. Le lendemain, ils perdent contre The Kingdom et The Young Bucks dans un Three Way Philly Street Fight Tag Team match, remporté par ces derniers.
Le 28 janvier 2016, la fédération annonce que les deux membres de l'équipe se sont réengagés avec la ROH et continuent leurs excursions avec la New Japan Pro Wrestling. Le 26 février, lors de 14th Anniversary Show, Bobby Fish perd contre Roderick Strong et le néo-champion Tomohiro Ishii, qui conserve son titre tandis que Kyle O'Reilly perd contre Adam Cole et Jay Lethal, ce dernier restant ainsi le champion du monde de la ROH. Le 12 mars, ils perdent en équipe contre Adam Cole et Roderick Strong.

### Circuit Indépendant (2014-2017)
Ils débutent sur le circuit indépendant en équipe à la Beyond Wrestling le 23 mars 2014 lors de Beyond Wrestling CRITICAL! Acclaim où ils perdent face à la Team Tremendous (Bill Carr & Dan Barry),. Ils disputent leurs premiers matchs en Europe à la Preston City Wrestling le 30 mai lors de PCW SuperShow 4 en perdant face à la Team Single (Rampage Brown (en) & T-Bone) et ne remportent pas les titres par équipe de la PCW. Le lendemain, ils battent Chris Masters et Dave Rayne puis El Ligero et Martin Kirby plus tard dans la soirée. Ils sont annoncés pour PCW Supershow of Honor, un évènement co-produit avec la Ring of Honor, qui aura lieu les 28 et 29 novembre.
Entretemps, Bobby Fish arrive le 29 août à la Pro Wrestling Guerrilla et rejoint ainsi son partenaire et champion du monde de la PWG Kyle O'Reilly, lors de Battle of Los Angeles 2014. Le lendemain, ils font leurs débuts en équipe en battant Drew Gulak et le champion du monde de la CZW Biff Busick.
Ils retournent une nouvelle fois à la Preston City Wrestling le 28 novembre, lors de SuperShow of Honor - Show 1, ils mettent en jeu leurs ceintures par équipe de la ROH et les conservent en battant la Team Single (Rampage Brown & T-Bone), The Briscoe Brothers (Jay Briscoe & Mark Briscoe) et The Decade (en) (Jimmy Jacobs & Roderick Strong). Le lendemain, lors du second spectacle, ils conservent à nouveau leurs titres en battant les Briscoe Brothers. Le 30 novembre, lors de SuperShow of Honor - Show 4, ils battent la Team Single (Rampage Brown & T-Bone) dans un No Disqualification match.
Ils font ensuite leurs débuts à la High Risk Wrestling le 12 octobre lors de Here Comes The Pain, où ils perdent contre Moose et Uhaa Nation. Le 28 décembre, ils battent The Colony (en) (Fire Ant & Silver Ant) et deviennent les seconds champions par équipe de la HRW,.
Ils reviennent entretemps à la Pro Wrestling Guerrilla le 12 décembre, lors de Black Cole Sun, où Kyle O'Reilly perd son titre mondial de la PWG au profit de Roderick Strong, après l'avoir défendu avec succès contre Ricochet. Quelques jours plus tard, Joey Ryan annonce sur Twitter que les deux membres des reDRagon quittent la Pro Wrestling Guerrilla à la suite de la signature de contrats exclusifs avec la Ring of Honor,.
Ils font leur retour sur le circuit indépendant européen au sein de la Preston City Wrestling lors de The Fourth Awakens - 4th Anniversary Show le 7 août et battent Joey Hayes et Martin Kirby,. Le lendemain, lors de Menace II Society V, ils obtiennent une opportunité pour les ceintures par équipes de la Southside Wrestling Entertainment mais perdent contre The Hunter Brothers et The London Riots, ces derniers conservant leurs titres. Ils affrontent ensuite le 9 août à la International Pro Wrestling United Kingdom la D&D Security pour les ceintures par équipe de la IPW:UK lors de Summer Bonus 2015 mais ne parviennent pas à remporter les titres.
Au cours du mois d'octobre, ils font leurs débuts à la Westside Xtreme Wrestling. Le 3 octobre, ils participent au tournoi pour couronner de nouveaux champions du monde par équipes de la wXw (en) et battent successivement ACH et Tommaso Ciampa, puis les Sumerian Death Squad (Michael Dante & Tommy End). Ils accèdent le lendemain à la finale du tournoi après avoir battu Hot and Spicy (Axel Dieter Jr. & Da Mack),. Plus tard dans la soirée, ils perdent en finale contre Big Daddy Walter et Zack Sabre, Jr. et ne remportent pas les titres par équipe de la wXw,.
Lors de la première journée du Supershow of Honor #2 le 27 novembre, un évènement co-produit par la Preston City Wrestling et la Ring of Honor, ils affrontent une nouvelle fois la Team Single (Rampage Brown (en) & T-Bone) pour les titres par équipe de la PCW dans un Street Fight mais perdent le match. Ils font de même le lendemain dans un match pour les ceintures par équipe de la PCW dans un Four Way match, match incluant Joey Hayes & Martin Kirby et War Machine (Hanson & Raymond Rowe), où la Team Single a conservé ses titres.
Grâce au partenariat entre la Ring of Honor et la Pro Wrestling Guerrilla, ils reviennent au sein de cette dernière le 5 mars 2016 et perdent contre The Young Bucks lors de All Star Weekend 12 pour les championnats du monde par équipe de la PWG.

### New Japan Pro Wrestling (2014-2017)

#### Débuts et premiers succès (2014-2015)
Ils font leurs débuts le 10 août à G1 Climax 24 et affrontent les Time Splitters (Alex Shelley et Kushida) pour les titres poids-lourd junior par équipe de la IWGP mais perdent le match et ne remportent pas les ceintures. Ils retournent au Japon le 25 octobre et participent au Super Junior Tag Tournament 2014, où ils passent le premier tour en battant Máscara Dorada et BUSHI. Le 29 octobre, ils font équipe avec Máscara Dorada et Fuego (en) et perdent contre les Bullet Club (Tama Tonga, Yujiro Takahashi, Nick Jackson & Matt Jackson) dans un Eight Man Tag Team match. Le 2 novembre, ils accèdent à la finale du Super Junior Tag Tournament 2014 en battant les Forever Hooligans (Rocky Romero & Alex Koslov). Ils battent les Young Bucks le lendemain et remportent le tournoi. À la suite de cette victoire, le 8 novembre, lors de Power Struggle 2014, ils prennent leur revanche sur les Time Splitters (Alex Shelley et Kushida) et remportent pour la première fois les titres poids-lourd junior par équipe de la IWGP. Ils conservent leurs titres le 4 janvier lors de Wrestle Kingdom 9 en battant les Time Splitters, les Forever Hooligans et les Young Bucks dans un Four Way Tag Team match. Le 11 février, ils perdent leurs ceintures par équipe au profit des Young Bucks, match dans lequel les Time Splitters étaient également impliqués.
Trois jours plus tard, lors de The New Beginning in Sendai, ils battent Jay White et Tiger Mask. Ils obtiennent une nouvelle opportunité pour les titres poids-lourd junior par équipe le 3 mai, lors de Wrestling Dontaku 2015 mais ils perdent contre Roppongi Vice (Beretta & Rocky Romero) et The Young Bucks, ces derniers ayant remporté le match.

#### Best of Super Juniors et nouveau titre par équipe (2015-2017)

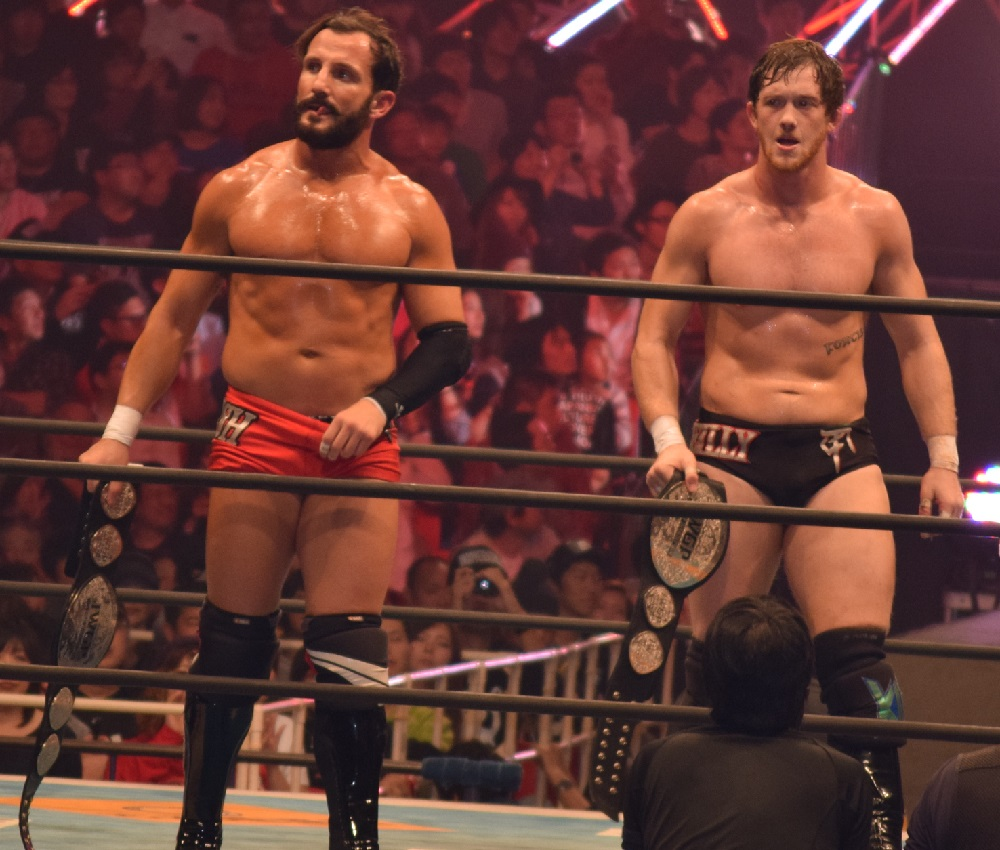
Les reDRagon avec les championnats junior poids-lourd par équipe IWGP lors de en.

Les deux catcheurs de reDRagon décident de participer au tournoi Best of the Super Juniors XXII, où le vainqueur recevra un match de championnat pour le titre poids-lourd junior IWGP lors de Dominion 7.5 in Osaka-jo Hall,. Le 22 mai, ils font leurs débuts dans le tournoi avec une victoire chacun, avec Kyle O'Reilly battant Beretta et Bobby Fish remportant son match contre Rocky Romero. Trois jours plus tard, Kyle O'Reilly remporte son second match contre Jushin Thunder Liger tandis que Bobby Fish enregistre sa première défaite face à Tiger Mask. Le 5 juin, Bobby Fish termine son tournoi en battant Nick Jackson et atteint à la seconde place du bloc B en remportant cinq matchs. De son côté, Kyle O'Reilly accède à la finale du tournoi après avoir battu Gedo et finit à la première place du bloc A avec six victoires pour une seule défaite,. Le lendemain, Kyle O'Reilly perd en finale contre Kushida et ne remporte pas le tournoi. Ils perdent une nouvelle fois pour les titres poids-lourd junior par équipe le 5 juillet, lors de Dominion 7.5, match remporté par The Young Bucks qui conservent leurs titres.
Ils retournent ensuite au Japon le 14 août en faisant équipe avec Michael Elgin et battent The Young Bucks et Cody Hall. Le 16 août, ils battent les Young Bucks et remportent pour la seconde fois les ceintures junior poids-lourd par équipe IWGP,. Ils conservent leurs titres en battant les Time Splitters le 27 septembre lors de Destruction in Kobe 2015 puis contre Roppongi Vice le 12 octobre lors de King of Pro Wrestling 2015. Ils participent ensuite au Super Junior Tag Tournament 2015 et éliminent le 24 octobre lors du premier tour Jushin Thunder Liger et Tiger Mask. Ils perdent en demi-finale contre les Roppongi Vice le 1er novembre. Le 7 octobre, au cours de Power Struggle 2015, ils font équipe avec les Time Splitters et battent le Bullet Club. À la fin du match, les vainqueurs du Super Jr. Tag Tournament 2015 Matt Sydal et Ricochet viennent défier les reDRagon, suivis par les Roppongi Vice et les Young Bucks.
Le 4 janvier 2016, au cours de Wrestle Kingdom 10, ils perdent leurs ceintures au profit des Young Bucks, match qui comprenait également les Roppongi Vice et l'équipe de Matt Sydal et Ricochet. Le 11 février, lors de New Beginning in Osaka, ils perdent une nouvelle fois contre les Young Bucks et l'équipe de Matt Sydal et Ricochet, cette dernière remportant le match. Trois jours plus tard, à The New Beginning in Niigata, ils battent Chaos (Gedo et Kazushi Sakuraba).

### World Wrestling Entertainment (2017-2021)

#### Débuts à NXT et Undisputed Era (2017-2021)
Le 2 août à NXT, Kyle O'Reilly fait ses débuts en perdant contre Aleister. Lors de NXT Takeover: Brooklyn III, Kyle O'Reilly et Bobby Fish attaquent The Authors of Pain et les tous nouveaux Champions par équipes de la NXT membres de SAniTY, Eric Young, Killian Dain et Alexander Wolfe. Plus tard dans la soirée, ils aident Adam Cole à attaquer le nouveau Champion de la NXT, Drew McIntyre.

## Palmarès
|                                                                                               |  |  |
| Bobby Fish (à gauche) et Kyle O'Reilly (à droite) en tant que champions par équipe de la ROH. |  |  |

- High Risk Wrestling
  - 1 fois HRW Tag Team Champions[74]
- New Japan Pro Wrestling
  - 2 fois IWGP Junior Heavyweight Tag Team Champions[3]
  - Super Junior Tag Tournament 2014[93]
- Pro Wrestling Guerrilla
  - 1 fois PWG World Champion - Kyle O'Reilly[4]
- Pro Wrestling Illustrated
  - Classements de Bobby Fish[117]

| Année | 2013 | 2014 | 2015 |
| Rang  | 81   | 72   | 45   |

- - Classements de Kyle O'Reilly[118]

| Année | 2013 | 2014 | 2015 |
| Rang  | 73   | 61   | 35   |

- Ring of Honor
  - 3 fois ROH World Tag Team Champions[3]
  - 1 fois ROH World Television Champion - Bobby Fish[119]
  - 1 fois ROH World Champion - Kyle O'Reilly
  - Tag Wars 2014[120].
- World Wrestling Entertainment
  - 1 fois NXT Tag Team Champions

## Records
- L'équipe a été désignée en 2014 comme étant la seconde meilleure équipe de catch toutes fédérations confondues selon le Pro Wrestling Illustrated, le Wrestling Observer Newsletter et le Indy Power Rankings[121],[122]. Le périodique 411Mania, quant à lui, a placé cette équipe au quatrième rang pour cette même année[123].
- C'est la seconde équipe la plus titrée à la Ring of Honor avec 3 titres, derrière les Briscoe Brothers avec 8 règnes par équipe[124].

## Influences
Cette équipe s'est fortement inspirée des American Wolves, dont fait partie le mentor de O'Reilly Davey Richards. Les initiales de ce dernier se retrouvent en majuscules dans le nom de l'équipe,. Le nom de l'équipe vient en revanche d'un livre de Jason Ellis que Bobby Fish a lu. Ce dernier affirme que son style de catch est très inspiré par les arts martiaux mixtes (MMA) et la lutte, ce qui l'a poussé à faire du jiu-jitsu avant de devenir catcheur. Il affirme être également un fan de Chael Sonnen et de Conor McGregor, deux combattants de MMA travaillant pour le compte de l'UFC. Il est également très influencé par le style de catch du Great Muta et du Dynamite Kid. De son côté, Kyle O'Reilly est également inspiré par le style du combat libre et s'y est entraîné. Il est cependant influencé par le catch des années 1990 à la World Wrestling Federation, notamment en suivant des catcheurs tels que Bret Hart, Shawn Michaels, Stone Cold Steve Austin, Owen Hart et The Undertaker. Leur style en équipe se rapproche de celui de Arn Anderson et Tully Blanchard lorsqu'ils étaient ensemble dans le clan des Four Horsemen. O'Reilly a également suivi la Ring of Honor dès sa création et a vu le premier show en DVD alors qu'il n'était pas encore sur le circuit indépendant.

## Autres médias
Durant le mois d'août 2014, la Ring of Honor sort un premier double DVD consacré à cette équipe, intitulé Enter the reDRagon, retraçant les trois premiers règnes par équipe obtenus au sein de cette fédération.
2014 : Enter the reDRagon